# Yau Nai-hoi
Pour les articles homonymes, voir Yau et You.
Dans ce nom, le nom de famille, Yau, précède le nom personnel.
Yau Nai-hoi (chinois: 游乃海, pinyin: Yóu Nǎihǎi) est un scénariste et un réalisateur chinois né le 14 avril 1968 à Hong Kong (Chine). Il est surtout connu pour avoir écrit le scénario de films réalisés par Johnnie To et Wai Ka-fai.

## Biographie
Diplômé de l’université, Yau Nai-hoi travaille comme scénariste pour le département Fiction de la chaîne TVB (Television Broadcasts Limited) de 1989 à 1992. Il se consacre par la suite au cinéma et s’impose très vite comme l’un des scénaristes les plus prolifiques de Hong Kong. On lui doit notamment les scripts de The Mission et de Running on Karma, deux longs métrages de Johnnie To récompensés par plusieurs prix.
Depuis 1992, il a écrit plus de 19 scénarios, la plupart en collaboration avec Au Kin-yee et Johnnie To.
En 2007, il réalise le film Eye in the Sky et gagne en 2008 un Hong Kong Film Award du meilleur nouveau réalisateur pour celui-ci.

## Filmographie

### Scénariste
- 1993 : Le Vagabond
- 1995 : Loving You
- 1996 : A Moment of Romance 3
- 1997 : Lifeline
- 1998 : The Longest Nite
- 1998 : Expect the Unexpected
- 1998 : A Hero Never Dies
- 1999 : Where a Good Man Goes
- 1999 : Running Out of Time
- 1999 : The Mission
- 2001 : Needing You...
- 2001 : Wu yen
- 2001 : Love on a Diet
- 2001 : Running Out of Time 2
- 2002 : Fat Choi Spirit
- 2002 : My Left Eye Sees Ghosts
- 2003 : Love For All Seasons
- 2003 : PTU
- 2003 : Turn Left, Turn Right
- 2003 : Running on Karma
- 2004 : Judo
- 2005 : Election
- 2006 : Election 2
- 2007 : Filatures (Eye in the Sky)
- 2007 : Triangle
- 2009 : Tactical Unit – Comrades in Arms
- 2011 : Don't Go Breaking My Heart
- 2011 : La Vie sans principe
- 2012 : Romancing in Thin Air
- 2012 : Drug War
- 2013 : Blind Detective
- 2016 : Three
- 2023 : Mad Fate

### Réalisateur
- 2007 : Filatures  (Eye in the Sky)

## Distinctions

### Récompenses
- Hong Kong Film Critics Society Awards du meilleur scénario en 1999 pour Expect the Unexpected
- Golden Bauhinia Awards du meilleur scénario en 2000 pour Running Out of Time
- Golden Horse Film Award du meilleur scénario au Golden Horse Film Festival en 2003 pour PTU
- Golden Bauhinia Awards du meilleur scénario en 2004 pour PTU
- Golden Horse Film Award du meilleur scénario au Golden Horse Film Festival en 2004 pour Judo
- Hong Kong Film Awards 2004 : meilleur scénario pour Running on Karma
- Golden Horse Film Festival du meilleur scénario en 2004 pour Running on Karma
- Golden Horse Film Award du meilleur scénario au Golden Horse Film Festival en 2005 pour Election
- Hong Kong Film Awards 2006 : meilleur scénario pour Election
- Hong Kong Film Awards 2008 : meilleur nouveau réalisateur pour Eye in the Sky
- Hong Kong Film Awards 2024 : meilleur scénario pour Mad Fate

### Nominations
- Nommé aux Hong Kong Film Awards en 1999 pour The Longest Nite (Meilleur scénario)
- Nommé aux Hong Kong Film Awards en 1999 pour Expect the Unexpected (Meilleur scénario)
- Nommé aux Hong Kong Film Awards en 2000 pour Running Out of Time (Meilleur scénario)
- Nommé aux Hong Kong Film Awards en 2000 pour Needing You... (Meilleur scénario)
- Nommé aux Golden Horse Film Festival en 2003 pour Turn Left, Turn Right (Meilleur scénario)
- Nommé aux Hong Kong Film Awards en 2007 pour Election 2 (Meilleur scénario)
- Nommé aux Hong Kong Film Awards en 2008 pour Eye in the Sky (Meilleur scénario et meilleur réalisateur)
- Nommé aux Asian Film Awards en 2008 pour Eye in the Sky (Meilleur scénario)